# Hongshanornis longicresta
Hongshanornis Zhou e Zhang, 2005 è un genere di uccelli ornituromorfi noti a partire da depositi lacustri del Cretaceo inferiore della formazione di Yixian, nella Mongolia Interna, in Cina. L'olotipo, scoperto nel 2005, è attualmente conservato all'Istituto di Paleontologia dei Vertebrati e Paleoantropologia di Pechino. È stato rinvenuto nei giacimenti fossili di Jianshangou, risalenti a 124,6 milioni di anni fa. Da allora ne sono stati scoperti altri tre esemplari, ma solamente uno di questi è stato identificato con ogni certezza come Hongshanornis. Quest'ultimo esemplare è stato ritrovato nei giacimenti fossili di Dawangzhangzi, vecchi di circa 122 milioni di anni.
Hongshanornis è un membro della famiglia Hongshanornithidae, alla quale ha dato il nome. È strettamente imparentato con Longicrusavis, con il quale convisse per lungo tempo nell'ecosistema di Dawangzhangzi, ed era molto simile al Parahongshanornis della formazione di Jiufotang, di epoca posteriore.

## Descrizione
Hongshanornis longicresta era una specie di piccole dimensioni, specialmente se paragonata ad altri antichi ornituromorfi (uccelli con un'anatomia moderna della coda): aveva all'incirca le dimensioni di un tordo e si stima che gli esemplari adulti avessero avuto un peso di circa 50 g, con un'apertura alare di 32 cm.

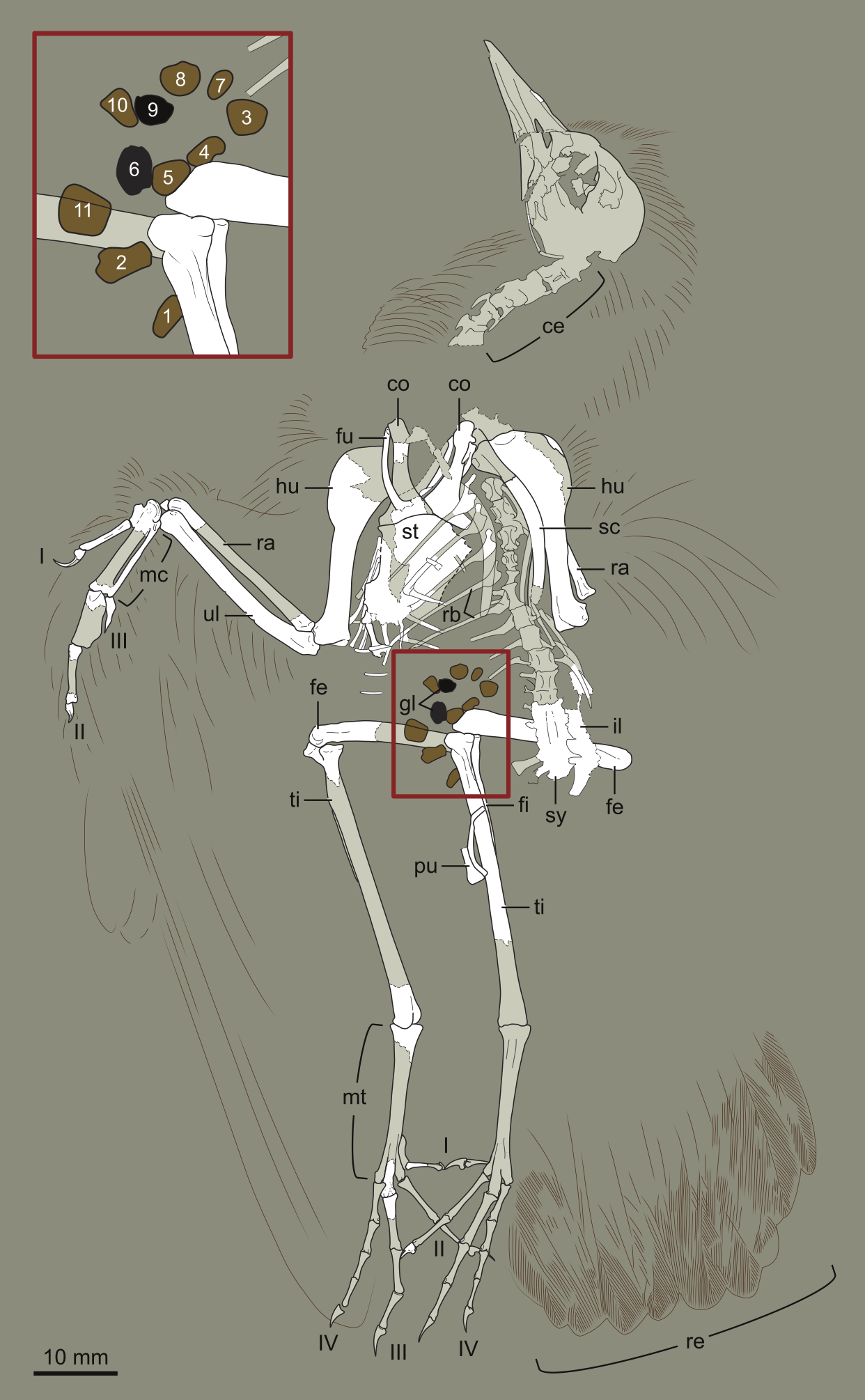
Disegno dell'esemplare DNHM D2946, con indicata la posizione dei gastroliti.

In tutti gli esemplari conosciuti il cranio è mal conservato, ma in generale sembrerebbe che l'animale avesse avuto un muso più sottile di quello di Longicrusavis, suo parente stretto. I denti erano molto piccoli e in tutti gli esemplari noti non si sono ben conservati. Inizialmente questo portò gli studiosi a concludere che questa specie fosse priva di denti sia sulla mascella superiore che su quella inferiore, che quindi erano probabilmente rimpiazzate da un becco. Tuttavia, studi più recenti effettuati sull'olotipo hanno indicato che nelle parti conservate della mascella erano presenti gli alveoli, e il confronto con altre specie simili ha mostrato che anch'esso era dotato di denti. La scoperta di un esemplare meglio conservato ha confermato la presenza di denti almeno sulla parte mediana della mascella superiore e sulla mandibola. Sembra che il muso fosse stato privo di piume, ma attualmente non è certo se fosse stato solamente coperto da uno strato di pelle nuda o se alcune parti fossero ricoperte da un becco. Gli autori che hanno descritto Hongshanornis notarono uno strano osso all'estremità della mandibola, che ritennero simile all'«osso predentale» presente nei dinosauri ornitischi. Ossa simili sono state trovate anche in specie di uccelli più «moderni», come Hesperornis. Tuttavia, altri studiosi hanno fatto notare che il «predentale» (o, tecnicamente, «ossificazione della sinfisi mandibolare») di Hongshanornis era privo delle fossette e delle scanalature associate alla presenza di un becco presenti nei primi uccelli sicuramente dotati di becco, come Archaeorhynchus, e che la presenza o l'assenza di un becco è difficile da accertare.
Gli scopritori di Hongshanornis notarono l'apparente presenza di una grossa cresta di penne sulla testa, ma le presunte tracce delle piume sono di qualità estremamente scarsa e potrebbero essere un artefatto di preservazione. Un secondo esemplare proveniente da un giacimento fossile differente non presentava lunghe penne sul capo, ma piuttosto delle piume che divenivano più corte avvicinandosi al muso.
Le ali erano lunghe e larghe, ma affusolate e appuntite all'estremità. Le prime remiganti primarie erano molto più corte delle altre. La loro superficie totale era di 160 cm². Le dita degli arti superiori erano dotate di piccoli artigli: quello del primo dito (il dito alulare) era ben più grande di quello del secondo dito (il dito maggiore). Hongshanornis era caratterizzato da zampe molto lunghe, con la parte inferiore (tibiotarso) lunga più di una volta e mezzo di quella superiore (femore). Le dita erano molto lunghe e sottili, con piccoli artigli. Il primo dito (alluce) era molto piccolo, e il secondo era molto più corto del quarto. Il terzo dito era il più lungo.
In nessuno degli esemplari finora rinvenuti si sono conservate le ossa della coda, ma il paragone con le specie simili suggerisce che essa fosse corta, con un piccolo pigostilo a forma di vomere, al quale erano ancorate le penne della coda. Per controllare l'apertura delle penne della coda era probabilmente presente una massa di muscoli, nota come bulbo rettoriale. Le penne della coda erano lunghe, con barbe simmetriche. Erano presenti almeno 10 penne delle coda (rettrici), più che in altri uccelli dalla coda a ventaglio primitivi. La coda aveva una forma generale arrotondata, a forma di cuneo se vista dall'alto; a causa delle penne simmetriche, i lati della coda probabilmente non si aprivano completamente a ventaglio, ma rimanevano rivolte all'indietro, formando una sorta di cuneo parzialmente aperto, un po' come in alcuni uccelli moderni come gli sparvieri, i tiranni e i tarabusi del sole.

## Biologia

### Alimentazione ed ecologia

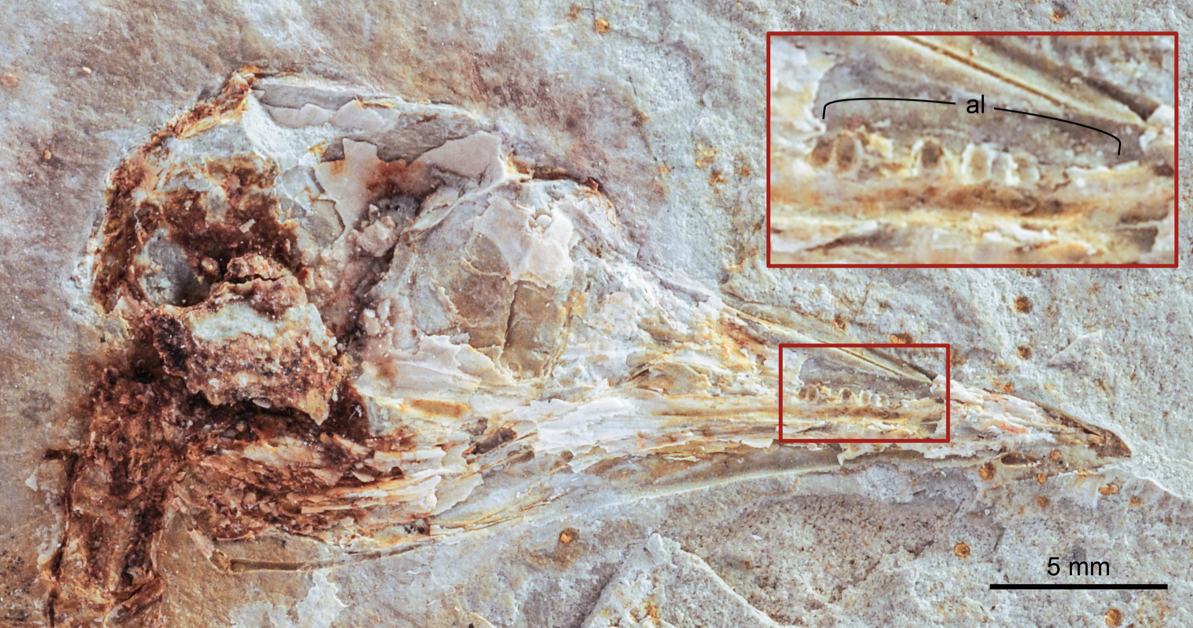
Cranio dell'esemplare DNHM D2945, con un ingrandimento dei denti.

A causa della presunta mancanza di denti, in un primo momento si pensava che gli Hongshanornithidae fossero uccelli particolarmente specializzati, forse limicoli o costieri, data la lunghezza del muso e delle zampe. Tuttavia, la conferma che possedessero denti su entrambe le mascelle ha spinto gli studiosi a riconsiderare la loro nicchia ecologica. Nonostante vengano tuttora considerati uccelli limicoli, probabilmente avevano una dieta più generalista di quanto ritenuto in precedenza, e la differente forma del muso dei vari membri del gruppo potrebbe indicare una certa specializzazione di ciascuna specie all'interno della stessa ecologia limicola (Hongshanornis viveva fianco a fianco a Longicrusavis, suo parente stretto, ed entrambi erano molto simili tra loro, fatta eccezione per la forma del muso). Un esemplare di Hongshanornis conteneva all'interno alcune pietruzze (gastroliti) di varie dimensioni, che generalmente indicano una dieta erbivora. Un altro esemplare conteneva semi fossilizzati nel gozzo, indicando che almeno i semi costituivano parte della dieta di questi uccelli.

### Volo

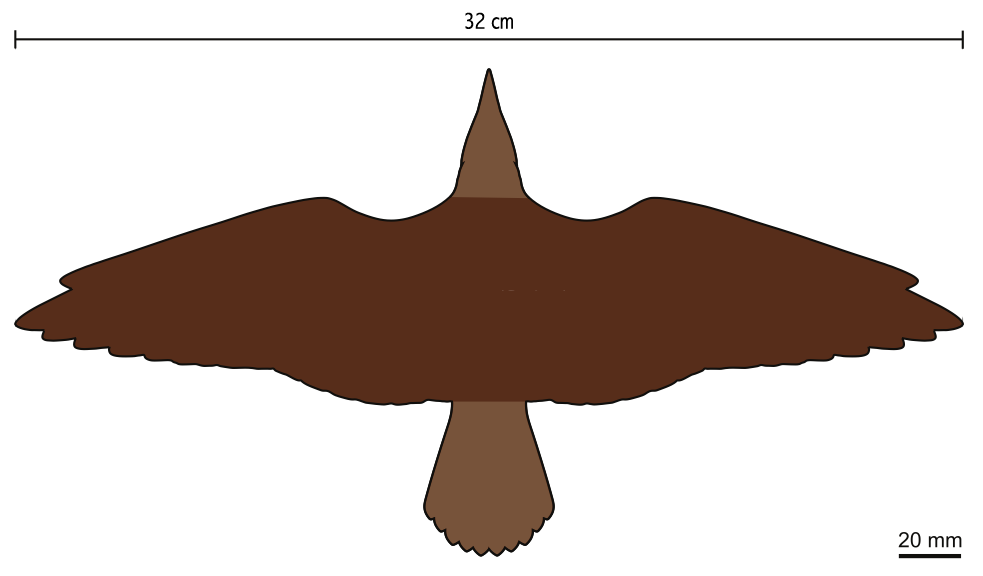
Schema delle ali e del profilo della coda.

Le ali di H. longicresta erano larghe e affusolate, con una superficie e un carico simili a quelle di uccelli moderni delle stesse dimensioni. La presenza o l'assenza di fessure all'estremità delle ali non può essere determinata sulla base degli esemplari noti, ma gli uccelli moderni di taglia simile e con ali dalla stessa forma tendono ad avere ali prive di fessure. La loro mancanza potrebbe suggerire che Hongshanornis tendesse a volare soprattutto ad alte velocità. Data la forma generale dell'ala e il confronto con le specie moderne, probabilmente Hongshanornis batteva le ali in continuazione quando si spostava a velocità minori e passava al cosiddetto bounding flight (rapidi battiti d'ala alternati a periodi in cui le ali vengono parzialmente tenute ripiegate lungo il corpo) quando volava più velocemente. Nel complesso, l'anatomia delle ali e della coda, e di conseguenza anche lo stile di volo, di Hongshanornis erano simili a quelli di molti passeriformi di medie dimensioni.